# 100 francia frank (bankjegy, Delacroix-típus)

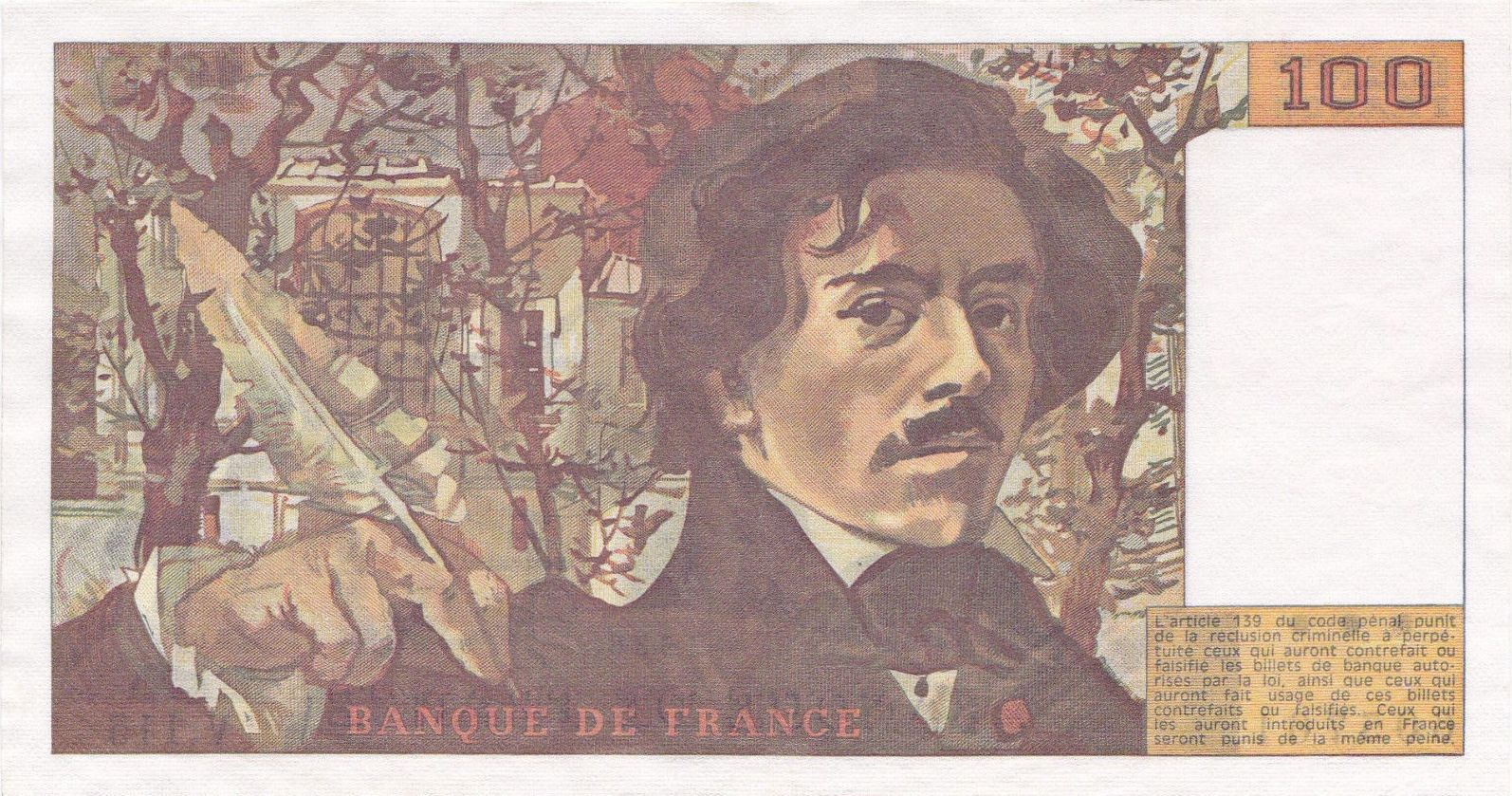
100 francia frank Delacroix-típus, hátoldal.

A francia frank Delacroix-típusú 100 frankos bankjegye a korábbi Corneille portrés százast váltotta, 1979. augusztus 2-án bocsátották ki először, s 1999. február 1-ig volt forgalomban. 1997. december 15-től cserélték le a Paul Cezanne-t ábrázoló újabb 100 frankos típusra. Összesen 7 373 000 000 példányban készült. A Banque de France 2009. január 31-ig beváltotta új címletekre, 2002-ig frankra, ezután pedig euróra. 

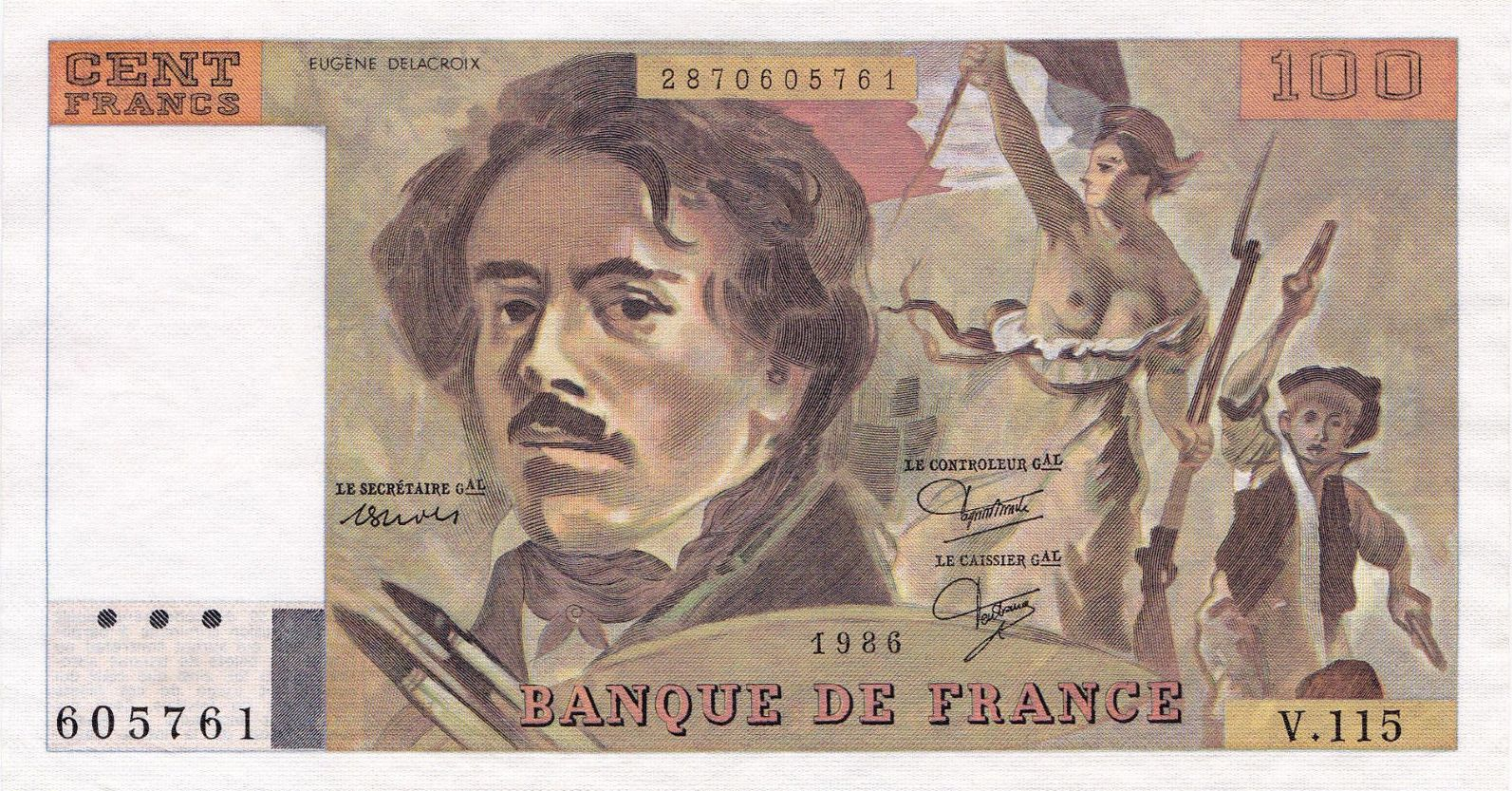
100 francia frank 1986, Delacroix-típus, előoldal.

## Története
Az 1960-as valutareformmal bevezetett új, „nehéz frank” ( franc lourd ) - 1 új frank 100 régivel (anciens francs) volt egyenértékű - harmadik címletsorába tartozott a neves tervező, Lucien Joseph Fontanarosa (1912. december 19.-1975. április 27.) alkotta, 1979 és 1995 között kibocsátott 100 frankos. A második  "créateurs et scientifiques célèbres" - "ünnepelt alkotók és tudósok" bankjegyszériába tartozott. A francia stílusnak megfelelően elő- és hátoldalán is ugyanannak a személynek, jelen esetben Ferdinand Victor Eugène Delacroix -nak ( Charenton-Saint-Maurice, 1798. április 26. – Párizs, 1863. augusztus 13. ) a portréja látható. Eugène Delacroix a romantikus festészet egyik legnagyobb alakja. az elő- és hátoldal nyomólemezeit  Henri Renaud, Jacques Jubert és Jacques Combet véste.

## Leírása

### Előoldal
Az előoldali ábrázolás Delacroix 1837-es önarcképe alapján készült, kezében ecsetekkel és palettával, tőle balra pedig egyik leghíresebb festménye, az I. Lajos Fülöp polgárkirályságát hatalomra segítő, 1830. júliusi győztes forradalomnak emléket állító "A Szabadság vezeti a népet" ( La Liberté Guidant le Peuple ) látható. A félmeztelen, egyik kezében a francia trikolórt, másikban szuronyos puskát tartó nőalak a "Szabadság" megszemélyesítője.
Előoldali feliratok: Banque de France, Cent Francs, Le Controleur Général, Le Caissier Général, Le Secrétaire Général;

### Hátoldal
A hátoldalon a festő pennás portréja, amint híres naplóját írja, a háttérben a művész lak- és műhelye, a párizsi Place de Furstenberg téren, mely ma a Delacroix emlékét őrző múzeumnak ad otthont.
Hátoldali feliratok: L'Article 139 du Code Pénal Punit de la Réclusion Criminelle a Perpetuité Ceux qui Auront Contrefait ou Falsifié les Billets de Banque Autorisés par la Loi, Ainsi que Ceux qui Auront Fait Usage de Ces Billets Contrefaits ou Falsifiés. Ceux Qui les Auront Introduits en France Seront Punis de la Même Peine.

### Vízjel

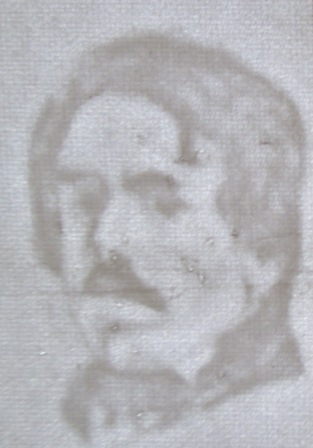
Delacroix portréja a vízjelben.

Delacroix portréja. 

### Mérete
160 X 85 mm.

### Biztonsági elemek
Metszetmélynyomtatás (intaglio technika), polychrom (többszínű) nyomtatás és vízjel, speciális, különlegesen vékony, de erős, hártyaszerű, jellegzetes francia bankjegypapír.

### Változatok
A Delacroix-típusú 1978-as kiadású 100 frankosok egy részén az előoldali értékjelző "CENT FRANCS" felirat betűi nem vonalazottak, a többi 1978 és 1995 között nyomtatott ilyen százas esetében azonban finoman vonalazottak lettek. 

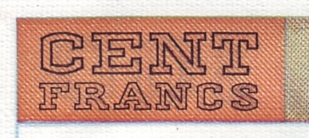
Vonalazatlan "CENT FRANCS" értékjelzés, így csak az 1978-ban nyomtatott bankjegyek egy részén szerepelt.

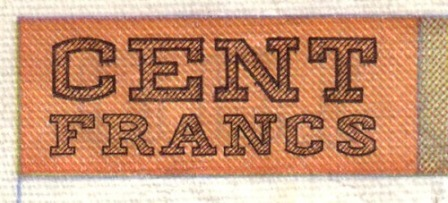
Finoman vonalazott "CENT FRANCS" értékjelzés 1978-1995 között.

A típus bankjegyein szereplő hitelesítő aláírás (Le Controleur Général, Le Caissier Général, Le Secrétaire Général) és dátumváltozatok:
- Strohl / Bouchet / Tronche: 1978- nem vonalazott "CENT FRANCS" felirat.[7]
- Strohl / Bouchet / Tronche: 1978, 1979
- Strohl / Tronche / Dentaud: 1980, 1981, 1982, 1983, 1984, 1985, 1986
- Strohl / Ferman / Dentaud: 1987
- Ferman / Dentaud / Charriau: 1988, 1989, 1990
- Bruneel / Dentaud / Charriau: 1990, 1991
- Bruneel / Bonnardin / Charriau: 1991
- Bruneel / Bonnardin / Vigier: 1993 - nyomdahibás változat, hiányzó ékezet, helytelen, SECRETAIRE G.al" felirat a nyelvtanilag helyes "SECRÉTAIRE G.al" helyett.
- Bruneel / Bonnardin / Vigier: 1993, 1994, 1995[8]